# Mičevec
Mičevec je vesnice v Chorvatsku v Záhřebské župě, spadající pod opčinu města Velika Gorica. Je jedním z odlehlejších předměstí Záhřebu. V roce 2021 zde žilo 1 251 obyvatel. Nachází se mezi řekou Sávou a dálnicí A3, asi 8 km severozápadně od města Velika Gorica a 10 km jihovýchodně od centra Záhřebu.
V Mičevci se nachází kostel svatého Benedikta. Nachází se zde železniční most přes řeku Sávu a železniční křižovatka, zároveň zde však není žádná železniční stanice. Prochází tudy župní silnice Ž1039 a lokální silnice L31154. Jihovýchodně od Mičevce leží letiště Franja Tuđmana.

## Vývoj počtu obyvatel
| 1857                                                   | 1869 | 1880 | 1890 | 1900 | 1910 | 1921 | 1931 | 1948  | 1953  | 1961  | 1971  | 1981  | 1991  | 2001  | 2011  | 2021  |
| ------------------------------------------------------ | ---- | ---- | ---- | ---- | ---- | ---- | ---- | ----- | ----- | ----- | ----- | ----- | ----- | ----- | ----- | ----- |
| 395                                                    | 453  | 502  | 595  | 719  | 775  | 784  | 887  | 1 031 | 1 045 | 1 025 | 1 060 | 1 089 | 1 225 | 1 254 | 1 286 | 1 251 |
| zdroj: sčítání lidu v Chorvatské republice 1857 - 2021 |      |      |      |      |      |      |      |       |       |       |       |       |       |       |       |       |

## Sousední sídla
| Růžice kompasu |                             | Záhřeb (Pešćenica-Žitnjak) | Velika Kosnica | Růžice kompasu |
| Růžice kompasu | Záhřeb (Nový Záhřeb-východ) | Sever                      | Mala Kosnica   | Růžice kompasu |
| Růžice kompasu | Záhřeb (Nový Záhřeb-východ) | Mičevec                    | Mala Kosnica   | Růžice kompasu |
| Růžice kompasu | Záhřeb (Nový Záhřeb-východ) | Jih                        | Mala Kosnica   | Růžice kompasu |
| Růžice kompasu | Velika Mlaka                |                            | Velika Gorica  | Růžice kompasu |